# Камені
Ка́мені — село в Україні, в Андрушівській міській територіальній громаді Бердичівського району Житомирської області. Населення становить 243 особи (2001).

## Населення

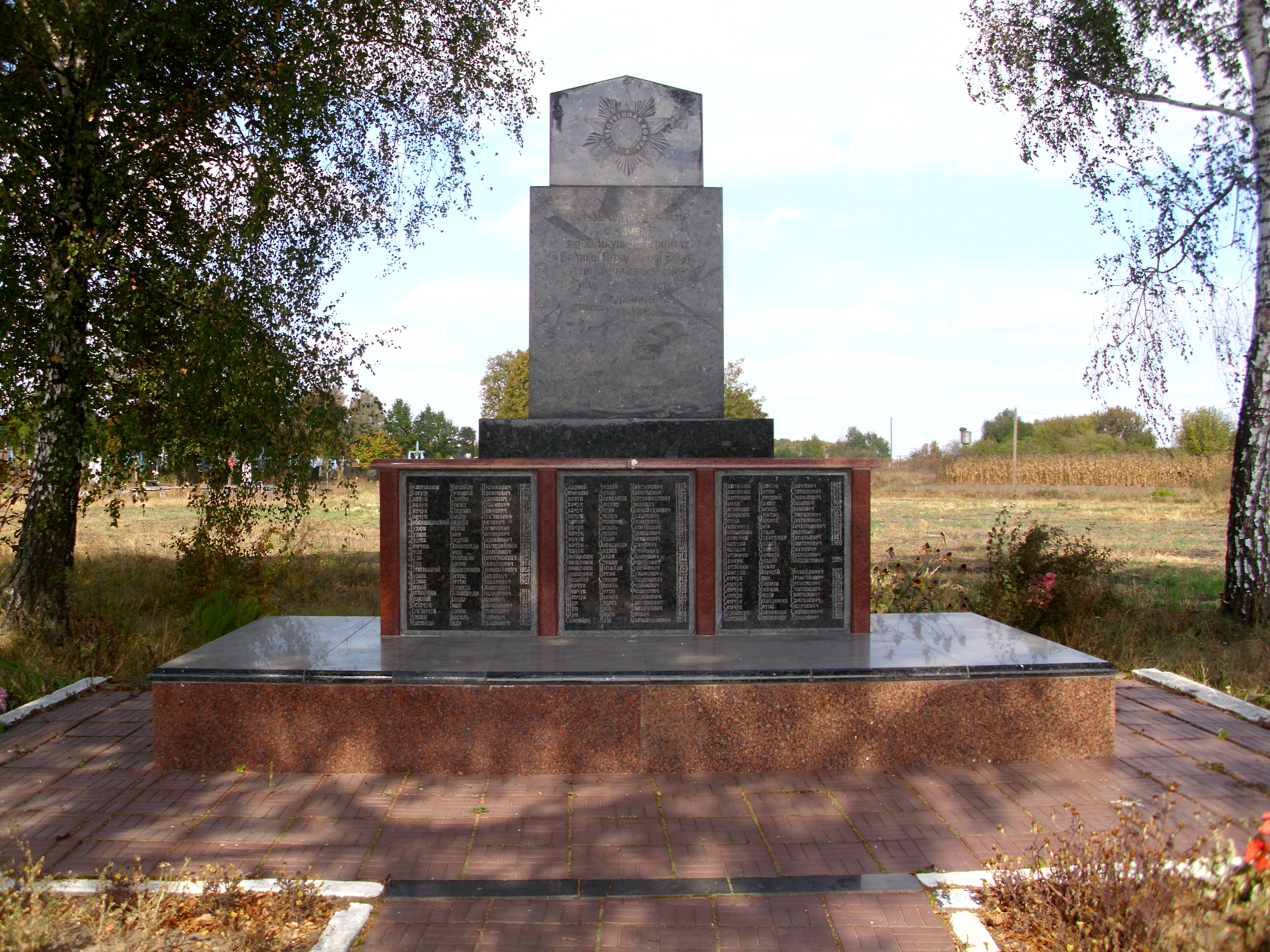
Пам'ятник воїнам-односельчанам, с.Камені, в центрі

### Мова
Розподіл населення за рідною мовою за даними перепису 2001 року:
| Мова       | Кількість | Відсоток |
| ---------- | --------- | -------- |
| українська | 239       | 98.35 %  |
| російська  | 4         | 1.65 %   |
| Усього     | 243       | 100 %    |

## Історія
12 червня 2020 року, відповідно до розпорядження Кабінету Міністрів України № 711-р, «Про визначення адміністративних центрів та затвердження територій територіальних громад Житомирської області», територію та населені пункти Каменівської сільської ради включено до складу Андрушівської міської територіальної громади Бердичівського району Житомирської області.